# Georg Krage
Georg Krage (* 26. Mai 1846 in Fuhlsbüttel; † 7. Februar 1927 in Wandsbek) war ein deutscher Schulleiter.

## Leben und Wirken
Georg Krage war der Sohn eines Lehrers, der im Schulhaus in Fuhlsbüttel wohnte. Er hatte den älteren Bruder Emilius und die Schwestern Dorothea, Sophia und Helene. Weitere drei Schwestern verstarben früh.
Das Dorf Fuhlsbüttel, in dem Georg Krage aufwuchs, hatte zu dieser Zeit weniger als 450 Einwohner. Die dortige Schule, die als modern galt, besuchten auch Kinder aus Ohlsdorf und Groß Borstel. Die rund 190 Schüler lernten hier bis zur Konfirmation in zwei gemischten Klassen. Da Fuhlsbüttel noch keine eigene Kirche hatte, erhielten die Kinder in der St. Johanniskirche in Hamburg-Eppendorf Konfirmandenunterricht und die abschließende Segnung.
Georg Krage, der schon mit fünf Jahren lesen konnte, erhielt in Eppendorf Unterricht in Englisch, Französisch und im Klavierspiel. Den Weg dorthin legte er zu Fuß zurück. Gemeinsam mit seinem Bruder, der später die Schulleitung von seinem Vater übernahm, leistete er früh Hilfsdienste. Nachdem sein Klavierlehrer nach Eimsbüttel gezogen war, ging Krage auch dorthin zu Fuß. Außerdem erhielt er Zeichenunterricht an der Gewerbeschule im Haus der Patriotischen Gesellschaft von 1765 in Hamburg. Auch diese weite Strecke legte er zu Fuß zurück.
Am 1. Oktober 1862 trat Krage eine Stelle als Hilfslehrer an der Winckler'schen Stiftungsschule auf dem Venusberg im Kirchspiel der Sankt Michaeliskirche an. Es handelte sich um eine Knabenschule mit sechs Klassen, die streng, aber freundlich geführt wurde. Krage erhielt im Schulhaus ein kleines verwanztes Zimmer, für das er keine Miete zahlen musste. Anfangs erhielt er jährlich 60 Mark Courant (72 Reichsmark). Im fünften Jahr hatte er ein Gehalt von 150 Mark Courant erreicht. Als Weihnachtsgeschenk erhielt er einen Hamburger Dukaten – derartiges Gold hatte er zuvor noch nie gesehen.
Krage ging weiterhin zu den Zeichenstunden an der Gewerbeschule. Von Michaelis 1864 bis Michaelis 1867 besuchte er die Lehrerausbildungseinrichtung in Trägerschaft des Schulwissenschaftlichen Bildungsvereins und der Gesellschaft der Freunde des vaterländischen Schul- und Erziehungswesens. An schulfreien Nachmittagen mittwochs und samstags bekam er dort Unterricht in den Räumen der Nikolai-Kirchenschule. Dabei erwarb er Kenntnisse in diversen Fächern. Krage erhielt auch Unterricht auf seiner Geige, die er für sechs Mark Courant erworben hatte. Für eine Unterrichtsstunde zahlte er acht Schillinge. Da er Schülern der ersten Klasse für einen Schilling pro Stunde Nachhilfeunterricht gab, konnte er damit teilweise den Geigenunterricht finanzieren. Außerdem erteilte er Zeichenunterricht im Bildungsverein für Arbeiter in der Böhmkenstraße. Damit verdiente er acht Schillinge pro Woche.
An Michaelis 1867 ging Krage an das Lehrerseminar in Bad Segeberg. Er beendete die Ausbildung drei Jahre später „mit sehr rühmlicher Auszeichnung“. Seit dem 1. Oktober 1870 unterrichtete er an der 2. Knabenbürgerschule in Altona. Am 1. April 1872 wechselte er als Lehrer an die Volksschule Böhmkenstraße 15 in Hamburg. Hier unterrichtete er 20 Jahre lang. Vom 1. Januar 1881 bis zum 1. April 1892 leitete er die Schule als Hauptlehrer. Anschließend führte er bis zum Ruhestand am 1. April 1917 die Schule an der Bürgerweide 33. Er selbst notierte, dass er an der Schule Böhmkenstraße 733, an der Schule Bürgerweide 1717 Konfirmanden „in den Beruf entlassen“ habe. Neben den Lehrtätigkeiten arbeitete Krage im Schulwissenschaftlichen Bildungsverein mit, der ihn 1915 mit der Ehrenmitgliedschaft ehrte.
Nach der Pensionierung schrieb Krage seine Memoiren, die im Hamburger Staatsarchiv, Bestand 622-1, aufbewahrt werden. Darin bedauert er Veränderungen in seinem Geburtsort Fuhlsbüttel. Außerdem beschrieb er sein persönliches Schicksal: Er hatte am 8. Juni 1876 Emma, geborene Kellinghusen (7. Juni 1848 – 30. Mai 1913), geheiratet. Der Sohn Otto verstarb 1917 während des Ersten Weltkriegs. Von insgesamt sieben Kindern des Ehepaares starben vier vor ihrem Vater.
Im Alter verarmte Krage aufgrund der Inflation. Er musste einige Erbstücke veräußern, die er gerne behalten hätte und lebte bei seiner Tochter Elsa, verheiratete Nicolai, in Wandbek. Dort starb er am 7. Februar 1927. Nach seinem Tod erschienen, wie schon nach seiner Pensionierung, würdigende Artikel über ihn in der hamburgischen Presse.